# Museu Nacional d’Alexandria
El Museu Nacional d'Alexandria (àrab: متحف الإسكندرية القومي, Matḥaf al-Iskandariyya al-Qawmī) és un museu situat a la ciutat d'Alexandria, Egipte. Va ser inaugurat el 31 de desembre de 2003 pel president egipci Hosni Mubarak i està situat en un palau restaurat d'estil italià, proper al centre de la ciutat, al carrer Tariq al-Horreya, l'antiga rue Fuad.

## Història
El museu s'allotja en el vell palau del paixà Al-Saad Bassili, que va ser un dels més rics mercaders de fusta a Alexandria. La construcció de l'edifici data de 1926 com una mansió blanca d'estil italià, localitzada al voltant d'un gran jardí, a més d'albergar un soterrani utilitzat durant els atacs aeris de la Segona Guerra Mundial. El projecte de construcció va ser realitzat per un arquitecte francès que utilitzava estils italians en les seves construccions. El palau de tres plantes era un lloc de trobada per a persones de classe alta de la societat egípcia a Alexandria.
La vila va ser venuda als Estats Units el 1960 per instaurar el seu consolat, i posteriorment va passar a titularitat estatal quan va ser comprat pel Ministeri de Cultura el 1997.

## Col·lecció
Alberga al voltant de 1.800 objectes, que descriuen la història d'Alexandria i Egipte. Moltes peces provenen d'altres museus egipcis. El museu conté peces de les civilitzacions de l'antic Egipte, copte i del món musulmà, així com obres del període hel·lenístic d'Egipte, amb peces de Heracleion i Canop. Alguns dels objectes oposats són vasos canopis, i peces del regnat de Nectabeu II. També hi ha un espai dedicat a la ciutat d'Alexandria, amb objectes del segle xx. Alguns d'ells són artefactes del govern de Caracal·la, figures de Medusa, vestimenta musulmana, un retrat en mosaic representant a la reina Berenice II esposa de Ptolemeu III i peces procedents de ruïnes antigues. Recentment, el museu va rebre una escultura d'Alejandro Magne.
Existeix una col·lecció de joies, armes, estatuaria, numismàtica i vidre.
- Planta 1: Època faraònica. Les mòmies es mostren en una recreació d'una cambra funerària.
- Planta 2: Època greco-romana. Inclou peces trobades en excavacions arqueològiques submarines de la costa alexandrina.
- Planta 3: Època copta, àrab (abásidas, omeyas, fatimíes ...) i segles XIX i XX.[2][3]

## Galeria

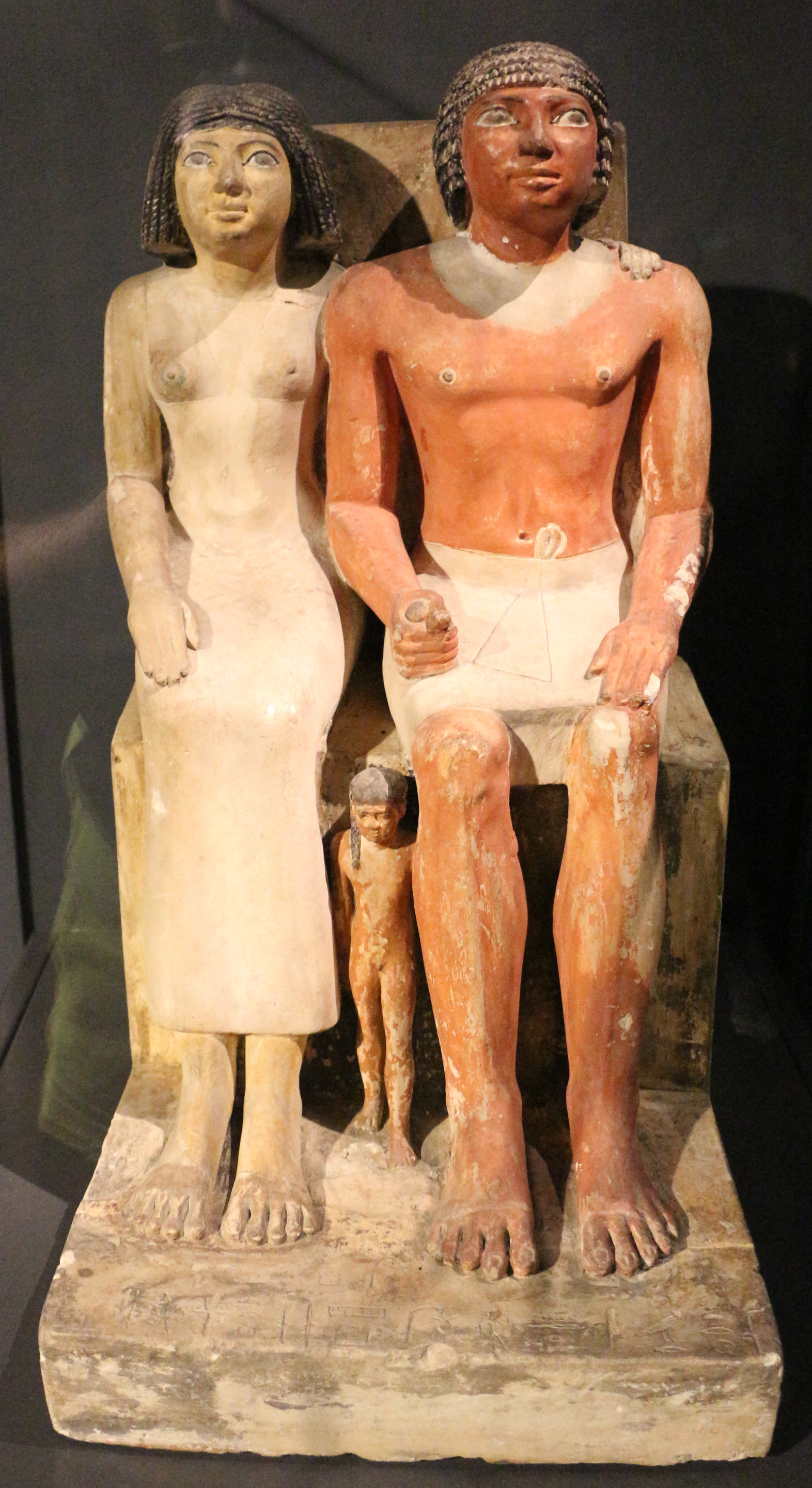
Estàtua de Weshka amb la seva família
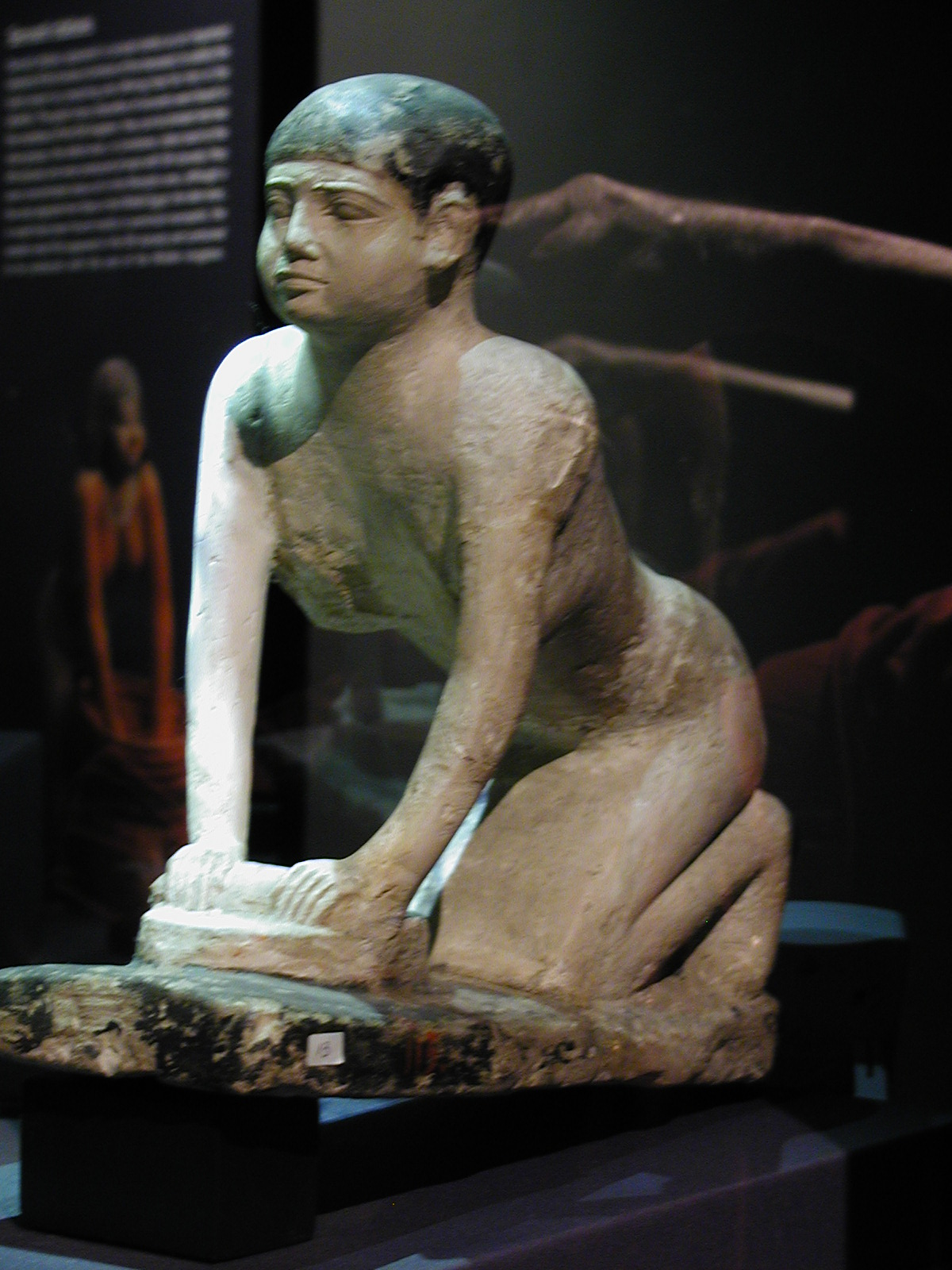
Un Ushebti pastant el pa
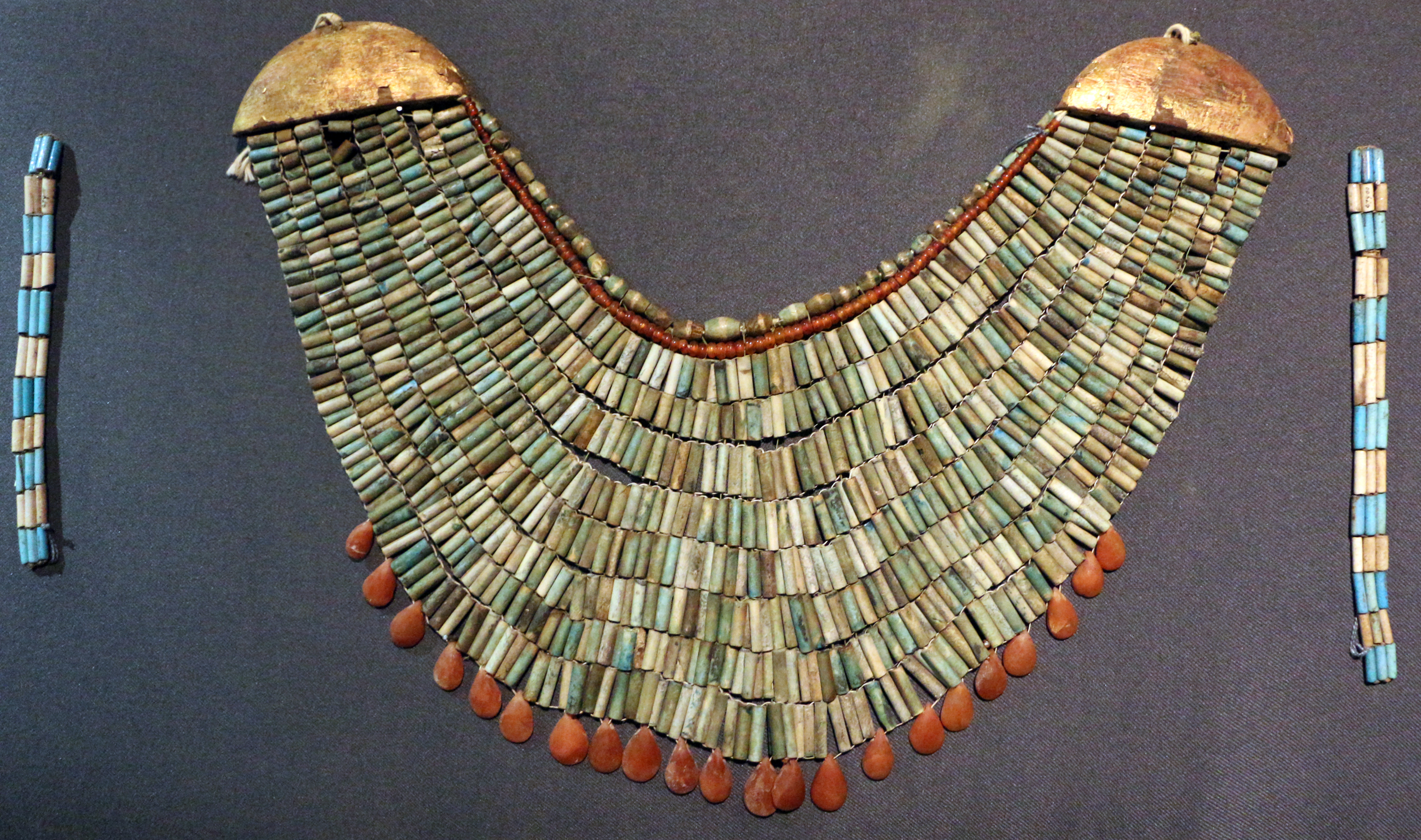
Collaret en pisa blava i verda
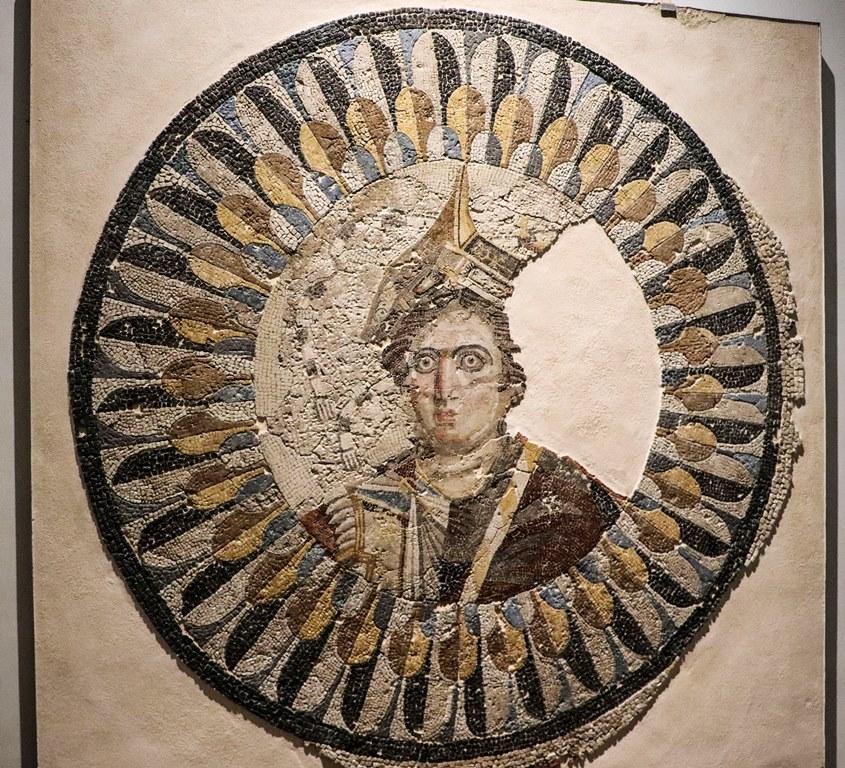
Retrat de mosaic de la reina Berenice II, esposa de Ptolemeu III
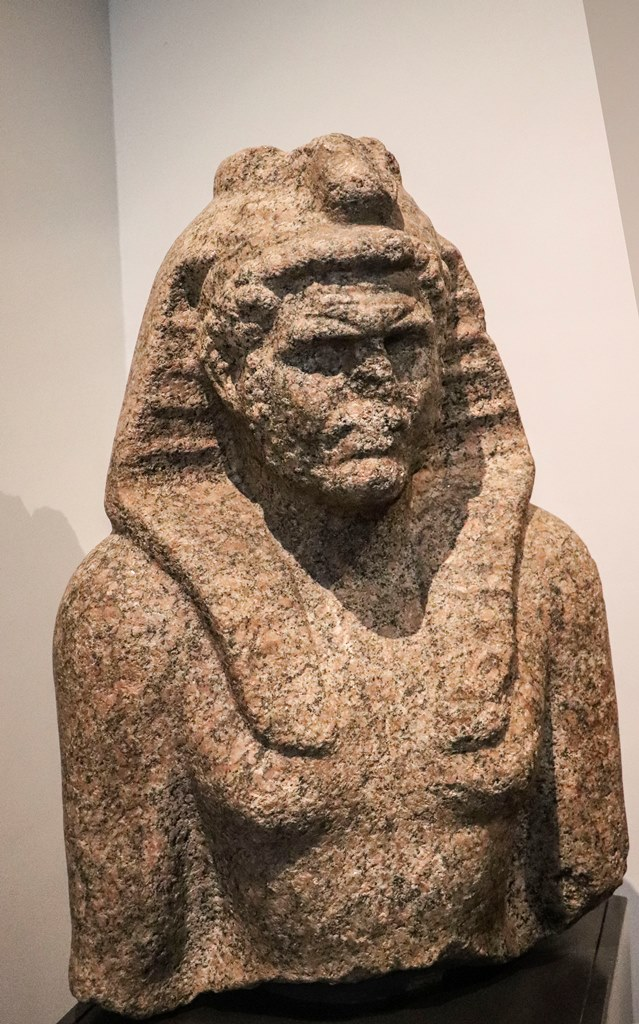
Bust de l'emperador romà Caracal·la, portant el tocat faraònic
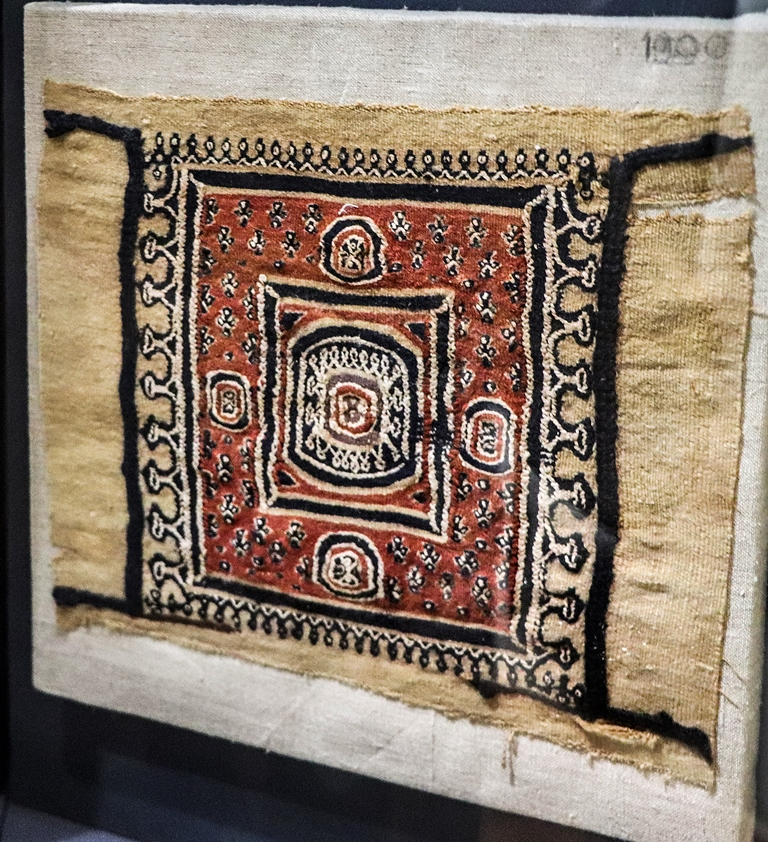
Peça de llana i tela de lli del segle VIII